# Émile Lachapelle
Émile Lachapelle   (valor desconegut, 12 de setembre de 1905 - valor desconegut, febrer 1988) va ser un remer i regatista suís que va participar en els Jocs Olímpics de 1924 i 1948.
El 1924, als Jocs de París, disputà dues proves del programa de rem. En ambdues, dos amb timoner i quatre amb timoner, guanyà la medalla d'or com a timoner. En la segona d'elles substituí a Walter Loosli en la final. El 1948, als Jocs de Londres, amb el vaixell Ylliam VII, fou sisè en la prova de 6 metres del programa de vela.